# 정다연
정다연(鄭多燕, 1966년 11월 27일 ~ )은 대한민국의 피트니스 트레이너이다.

## 생애
정다연은 대한민국의 인천광역시에서 1966년에 태어났다.  현재는 가족들과 함께 대한민국의 경기도 파주시에 거주하고 있다. 정다 연은 2003년 11월 인터넷 신문 <딴지일보>에 자신의 다이어트 체험기를 연재하며 대한민국에서 피트니스 스타가 되었다. 정다연으로 인해 2004년에 대한민국에서는 <몸짱 = Momchang>이라는 신조어가 탄생되었고 <몸짱신드롬>이 일어났다. 
<몸짱신드롬>은 <2004년 대한민국 10대 뉴스>에 선정될 정도로 커다란 사회적 파장을 일으켰다. 정다연으로 인해 생겨난 <몸짱>이라는 신조어는 일시적인 유행어에 그치지 않고 20년이 지난 현재(2004년)에도 보통명사가 되어 널리 사용되고 있다. 정다연의 다이어트 방식은 <대한민국의 고등학교 과학 교과서>에도 2페이지에 걸쳐 소개가 되었을 정도로 그 효과와 안정성이 검증되었다.
2004년에 대한민국의 전라남도 광양에서 진행된 그녀의 다이어트 특강에 10,000명 이상이 참여하여 전세계에서 가장 많은 사람이 참여한 다이어트 강연으로 기록되기도 했다. 같은 해 1월 1일에 일본의 NHK 방송을 통해 정다연에 대한 특집 프로그램이 전 세계로 방영되었다. 2005년에는 국회에서 <대한민국 최고의 인물>로 선정되어 국회에서 연설을 했다. 2006년에는 대한민국의 SBS TV를 통해 방영된 리얼 다큐멘터리 프로그램인 <초고도비만 탈출기>를 기획하고 직접 트레이너로 출연하였다.  이 프로그램을 통해서 125kg의 여성을 74kg으로, 105kg의 여성은 55kg으로 감량시키는데 성공하여 많은 시청자들에게 놀라움과 다이어트 성공에 대한 희망을 주었다. 총 10부작으로 방영된 이 프로그램은 방영하는 기간 동안 동시간대 시청율 1위를 기록했다. 
정다연은 K-FITNESS의 선구자로도 유명하다. 2007년도에 일본의 후소우샤에서 발간된 그녀의 저서 <몸짱 다이어트 프리미엄>은 800,000부 이상이 판매되며 아마존 집계 일본 전체 서적 베스트 셀러 1위 에 일주일간 오르기도 하였다. 2009년도에는 그녀가 고안한 피트니스 프로그램인 <피규어로빅스 = Figurerobics>를 DVD로 출시하여 같은 해 일본 다이어트 DVD 분야 판매 순위 1위의 기록을 세웠다. 이어 중국, 타이완, 홍콩, 싱가폴, 말레이시아등에서 1억매가 넘는 판매 기록을 세웠다.또한, 2010년에는 각기 다른 그녀의 서적 3종이 일본과 타이완에서  전체 베스트셀러 1, 2, 3위를 나란히 차지하는 진기록을 세우기도 하였다. 2010년에는 일본의 게임회사인 닌텐도에서 wii를 통해서 정다연의 피규어로빅스를 게임으로 출시하였다.   
피규어로빅스의 큰성공으로 인해 정다연의 인기는 한국과 일본에 이어 홍콩, 타이완, 중국, 싱가폴, 말레이시아 아시아 전역으로 퍼져 나갔다. 2015년에는 중국 전역에서 모인 그녀의 팬 200여명이 전세기를 임대해 정다연을 만나러 한국에 오기도 하였다. <피규어로빅스>는 현재 까지 토탈 누적 조회수가 7억회가 넘는 세계적인 베스트셀러 피트니스 프로그램이 되었으며 지금도 전세계로 확산되고 있다. 
그녀는 2024년 현재에도 독창적이고 효과적인 피트니스 프로그램을 개발하는 일에 전념하고 있다. 한국, 일본, 중국등에서 <JETA : Jung Dayeon's Exercise Trainers Academy>을 운영하며 피규어로빅스 트레이너를 양성하고 있다. 2020년 부터는 중국에서 그녀의 독창적인 토탈 피트니스 브랜드인 <ZETNESS>를 통해 Franchise GYM 을 개설하는 사업을 진행중이다. 
정다연 유튜브 : https://www.youtube.com/@JUNGDAYEONchannel
정다연 인스타그램 : https://www.instagram.com/jungdayeon/